# Carlo I di Guisa
Carlo di Guisa (Joinville, 2 agosto 1571 – Cuna, 30 settembre 1640) fu quarto duca di Guisa dal 1588 alla morte.
Era il figlio primogenito di Enrico, duca di Guisa e Caterina di Clèves.

## Biografia
Portò dapprima il titolo di cavaliere di Guisa, per divenire poi duca di Chevreuse alla morte del prozio il cardinale di Lorena Carlo, titolo che in seguito avrebbe passato al fratello Claudio.
Dopo la morte del padre, nel 1588, divenne duca di Guisa.
Trascorse i successivi tre anni in prigione nel Castello di Tours, dal quale fuggì nel 1591.
Benché la Lega Cattolica riponesse in lui grandi speranze e lo considerasse un possibile candidato al trono, nel 1594 egli proclamò la sua fedeltà al re Enrico IV, che si sdebitò con quattro milioni di lire tornesi e la carica di governatore della Provenza (1595).
L'anno successivo strappò la città di Marsiglia al duca di Épernon, tra i principali capitani del re in Provenza ma incline ad allearsi alla Lega.
Nel settembre 1600 partecipò alla guerra franco-savoiarda, giungendo ad assediare Nizza, ma fu sconfitto da una sortita delle truppe savoiarde e dovette ritirarsi in Provenza.
Fu poi nominato gran maestro di Francia e ammiraglio del Levante.
Privo dei favori del cardinale Richelieu per aver parteggiato per Maria de' Medici nella congiura contro il cardinale sfociata nella cosiddetta giornata degl'ingannati (11 novembre 1630) si ritirò in Italia nel 1631, morendo nove anni dopo.

## Famiglia
Il 6 gennaio 1611 sposò Enrichetta Caterina di Joyeuse (1585 – 1656), dalla quale ebbe sette figli:
- Francesco (1612 – 1639), principe di Joinville
- Enrico duca di Guisa e arcivescovo di Reims
- Maria (1615-1688), duchessa di Guisa
- Carlo Luigi (1618 – 1637), duca di Joyeuse
- Francesca Renata (1621 – 1682), badessa di Montmartre
- Luigi (1622 - 1664), duca di Joyeuse e duca di Angoulême
- Ruggero (1624 – 1653), detto cavaliere di Joinville e poi cavaliere di Guisa, cavaliere dell'ordine di Malta, morto a Cambrai

## Ascendenza
|                       |                           |                             | Genitori                       |  |  | Nonni |  |  | Bisnonni           |  |  | Trisnonni           |  |
|                       |                           |                             |                                |  |  |       |  |  | Claudio I di Guisa |  |  | Renato II di Lorena |  |
|                       |                           |                             |                                |  |  |       |  |  | Claudio I di Guisa |  |  | Renato II di Lorena |  |
|                       |                           | Filippina di Gheldria       |                                |  |  |       |  |  | Claudio I di Guisa |  |  |                     |  |
| Francesco I di Guisa  |                           |                             |                                |  |  |       |  |  | Claudio I di Guisa |  |  |                     |  |
|                       |                           | Antonia di Borbone-Vendôme  | Francesco I di Borbone-Vendôme |  |  |       |  |  |                    |  |  |                     |  |
|                       |                           | Antonia di Borbone-Vendôme  | Francesco I di Borbone-Vendôme |  |  |       |  |  |                    |  |  |                     |  |
|                       |                           | Antonia di Borbone-Vendôme  | Maria di Lussemburgo-Saint-Pol |  |  |       |  |  |                    |  |  |                     |  |
| Enrico di Guisa       |                           | Antonia di Borbone-Vendôme  |                                |  |  |       |  |  |                    |  |  |                     |  |
|                       |                           | Ercole II d'Este            | Alfonso I d'Este               |  |  |       |  |  |                    |  |  |                     |  |
|                       |                           | Ercole II d'Este            | Alfonso I d'Este               |  |  |       |  |  |                    |  |  |                     |  |
|                       |                           | Ercole II d'Este            | Lucrezia Borgia                |  |  |       |  |  |                    |  |  |                     |  |
| Anna d'Este           |                           | Ercole II d'Este            |                                |  |  |       |  |  |                    |  |  |                     |  |
|                       |                           | Renata di Francia           | Luigi XII di Francia           |  |  |       |  |  |                    |  |  |                     |  |
|                       |                           | Renata di Francia           | Luigi XII di Francia           |  |  |       |  |  |                    |  |  |                     |  |
|                       |                           | Renata di Francia           | Anna di Bretagna               |  |  |       |  |  |                    |  |  |                     |  |
| Carlo I di Guisa      |                           | Renata di Francia           |                                |  |  |       |  |  |                    |  |  |                     |  |
|                       | Carlo II di Cleves Nevers | Engilberto di Nevers        |                                |  |  |       |  |  |                    |  |  |                     |  |
|                       | Carlo II di Cleves Nevers | Engilberto di Nevers        |                                |  |  |       |  |  |                    |  |  |                     |  |
|                       | Carlo II di Cleves Nevers | Carlotta di Borbone-Vendôme |                                |  |  |       |  |  |                    |  |  |                     |  |
| Francesco I di Nevers | Carlo II di Cleves Nevers |                             |                                |  |  |       |  |  |                    |  |  |                     |  |
|                       |                           | Maria di Albret             | Giovanni d'Albret-Orval        |  |  |       |  |  |                    |  |  |                     |  |
|                       |                           | Maria di Albret             | Giovanni d'Albret-Orval        |  |  |       |  |  |                    |  |  |                     |  |
|                       |                           | Maria di Albret             | Carlotta di Rethel             |  |  |       |  |  |                    |  |  |                     |  |
| Caterina di Clèves    |                           | Maria di Albret             |                                |  |  |       |  |  |                    |  |  |                     |  |
|                       |                           | Carlo IV di Borbone-Vendôme | Francesco I di Borbone-Vendôme |  |  |       |  |  |                    |  |  |                     |  |
|                       |                           | Carlo IV di Borbone-Vendôme | Francesco I di Borbone-Vendôme |  |  |       |  |  |                    |  |  |                     |  |
|                       |                           | Carlo IV di Borbone-Vendôme | Maria di Lussemburgo-Saint-Pol |  |  |       |  |  |                    |  |  |                     |  |
| Margherita di Vendôme |                           | Carlo IV di Borbone-Vendôme |                                |  |  |       |  |  |                    |  |  |                     |  |
|                       |                           | Francesca d'Alençon         | Renato d'Alençon               |  |  |       |  |  |                    |  |  |                     |  |
|                       |                           | Francesca d'Alençon         | Renato d'Alençon               |  |  |       |  |  |                    |  |  |                     |  |
|                       |                           | Francesca d'Alençon         | Margherita di Lorena-Vaudémont |  |  |       |  |  |                    |  |  |                     |  |
|                       |                           | Francesca d'Alençon         |                                |  |  |       |  |  |                    |  |  |                     |  |